# 馬甲 (馬具)
馬甲是一種用來保護戰馬的鎧甲，早期為西亞遊牧民族所使用，後來隨著羅馬帝國傳入歐洲。二世紀時，帕提亞帝國、羅馬帝國騎兵隊會為戰馬披上鎖子甲或小鱗甲，十五世紀左右歐洲騎士也會給座騎裝備板甲。根据曹操《魏武军策令》，中国馬甲使用初见于东汉末年的袁绍军队中。